# Vladimír Javorský
Vladimír Javorský (nacido el 2 de mayo de 1962 en Ostrava) es un actor checo. Apareció en más de cuarenta películas entre 1986 y 2011.

## Filmografía seleccionada
| Año  | Título               | Papel                     |
| ---- | -------------------- | ------------------------- |
| 2011 | Poupata              | Jarda                     |
| 2007 | ROMing               |                           |
| 2005 | Kousek nebe          | Šebek                     |
| 2003 | Most                 | Operador de puente, padre |
| 1997 | Báječná léta pod psa | Šperk                     |